# فرودگاه دپاتی امیر
فرودگاه دپاتی امیر (به انگلیسی: Depati Amir Airport) (به زبان بومی: Bandar Udara Depati Amir) یک فرودگاه همگانی با کد یاتا PGK است که یک باند فرود آسفالت دارد و طول باند آن ۱۹۹۶ متر است. این فرودگاه در شهر پانگکال پینانگ کشور اندونزی قرار دارد و در ارتفاع ۳۳ متری از سطح دریا واقع شده‌است.

## شرکت‌های هواپیمایی و مقصدهای پروازی
| شرکت‌های هواپیمایی                           | مقصدهای پروازی                          |
| ------------------------------------------- | --------------------------------------- |
| سیتیلینک                                    | سوئکارنو-هتا                            |
| گارودا ایندونزیا                            | سوئکارنو-هتا                            |
| گارودا ایندونزیا اجرا توسط گارودا ایندونزیا | سلطان محمود بدرالدین دوم، بولوه تومبانگ |
| لاین ایر                                    | سوئکارنو-هتا، سلطان محمود بدرالدین دوم  |
| Nam Air                                     | سلطان محمود بدرالدین دوم، بولوه تومبانگ |
| Sriwijaya Air                               | سوئکارنو-هتا، سلطان محمود بدرالدین دوم  |
| سوسی ایر                                    | Dabo                                    |
| وینگز ایر                                   | هنگ نادیم، بولوه تومبانگ                |